# Nora Sternfeld
Nora Sternfeld (geboren 1976 in Wien) ist eine österreichische Kunst- und Kulturwissenschaftlerin, Kuratorin und Hochschullehrerin.

## Leben und Werk
Sternfeld studierte Philosophie an der Universität Wien und erlangte ein Doktorat in Kunst- und Kulturwissenschaften an der Akademie der bildenden Künste Wien. Sie bezeichnet sich selbst als „Kunstvermittlerin und Kuratorin“, zu ihren Arbeitsschwerpunkten zählen Ausstellungstheorie und -praxis, Geschichtspolitik und Antirassismus. Sie war Mitbegründerin und ist Teilhaberin des Frauenbüros trafo.K, welches seit 1999 an Forschungs- und Vermittlungsprojekten „an der Schnittstelle von Bildung, Kunst und kritischer Wissensproduktion“ arbeitet. In trafo.K arbeitet sie gemeinsam mit Ines Garnitschnig, Renate Höllwart und Elke Smodics.
Sie hatte Lehraufträge an der Wiener Kunstschule, der Humboldt-Universität zu Berlin, der Kunsthochschule Kassel (im Jahr 2009) und der Zürcher Hochschule der Künste, an der Pädagogischen Hochschule in Wien und ab dem Sommersemester 2004 an der Akademie der bildenden Künste Wien. Von 2012 bis 2018 war sie Professorin für Curating and Mediating Art an der Aalto-Universität in Helsinki. 2018 wurde sie auf die documenta-Professur an der Kunsthochschule Kassel berufen. Seit 2020 ist sie Professorin für Kunstpädagogik an der Hochschule für bildende Künste Hamburg.
Seit 2006 zählt sie zum Leitungsteam des Masterstudiengangs ecm – educating/curating/managing für Ausstellungstheorie und -praxis an der Universität für angewandte Kunst in Wien. Darüber hinaus ist sie im Kernteam des Netzwerks schnittpunkt. ausstellungstheorie & praxis, wurde in den Vorstand der IG Bildende Kunst berufen und gehört dem Herausgebergremium der Zeitschrift Bildpunkt an.
In ihrem Buch Das pädagogische Unverhältnis (Lehren und lernen bei Rancière, Gramsci und Foucault) versucht Sternfeld, die politischen Diskurse von Antonio Gramsci, Michel Foucault und Jacques Rancière für eine kritische Positionsbestimmung der Pädagogik zu nutzen. Ihre Argumentation ist poststrukturalistisch. Sie kritisiert darin die inflationäre Verwendung sowohl des Begriffs der Chancengleichheit, als auch den Ruf nach Lebenslangem Lernen. Ersterer diene als Ablenkung „von der Realität gesellschaftlicher Ungleichheit“, letzterer nivelliere statt zu differenzieren. Sophie Goltz kommt in ihrer Besprechung des Buches zur Conclusio, es biete „Lernenden wie Lehrenden einen differenzierten Blick […] auf die in Anlehnung an Foucault gestellte Forderung, „nicht dermaßen regiert zu werden“ – weder durch Bildung noch durch deren Ökonomisierung.“
Kuratorische Projekte entstanden unter anderem in Zusammenarbeit mit der IG Bildende Kunst, dem museum in progress und der Hauptbücherei Wien. Sternfeld ist auch international vernetzt und gehört Freethought an, einer transnationalen Plattform für Forschung, Lehre und Produktion mit Sitz in London, der auch die namhaften Kuratoren Stefano Harney, Adrian Heathfield, Massiliano Mollona, Louis Moreno und Irit Rogoff angehören. In diesem Kontext wurde sie auch als Co-Kuratorin für die Bergen Assembly 2016 bestellt.

## Zitat
„Sind Ausstellungskontexte Zufluchtsorte für kritisches Lehren und Lernen, VorreiterInnen von deren totaler Ökonomisierung, oder beides? Und was bedeutet das für eine kritische Vermittlungspraxis?“

## Kuratorin
- 2005: Monument für die Niederlage – Zeit der Befreiung 1945–1947, temporäre Installation, Ostarrichipark, Wien, mit Martin Krenn und Charlotte Martinz-Turek.
- 2006: Verborgene Geschichte/n – remapping Mozart, Ausstellungsprojekt des museum in progress zum Mozartjahr 2006 an vier Standorten in Wien – gemeinsam mit Araba Evelyn Johnston-Arthur, Ljubomir Bratić, Lisl Ponger und Luisa Ziaja
- 2007: Nichts für uns, alles für alle. Strategischer Universalismus und politische Zeichnung, IG Bildende Kunst, Wien – mit Toledo i Dertschei.
- 2007: Let it be known!, Gegengeschichte/n der afrikanischen Diaspora in Österreich, Hauptbücherei am Wiener Gürtel – mit Araba Evelyn Johnston-Arthur.
- 2007: Summit Non-Aligned Initiatives in Education Culture, Berlin – mit Kodwo Eshun, Susanne Lang, Irit Rogoff, Nicolas Siepen und Florian Schneider.
- 2009: Plakate und Kommentare, IG Bildende Kunst – mit Toledo i Dertschei.
- 2011: Contradictions!, Critical Agency and the Difference Within, Open Space Vienna
- 2012: Jenseits des Faktischen: Wahrheit erzeugen!, Symposium zum Internationalen Fotografiefestival F/STOP in Leipzig mit Beiträgen von Florian Ebner, Antje Krause-Wahl, Annegret Richter und Nora Sternfeld.
- 2012: Taking Time, Gallery Augusta, Suomenlinna, Helsinki  – mit Teemu Mäki.
- 2016: The 70ies. Then there was Future, Schloss Schallaburg – mit Hannes Etzlstorfer, Ines Garnitschnig, Renate Höllwart, Elke Smodics (Büro trafo.K).
- 2016: Bergen Assembly (Ko-Kuratorin)

## Publikationen

### Bücher
Als Autorin
- gem. mit Ljubomir Bratić und Hannah Stippl: Alles möglich, 2000 Inserate: Angebote für Dienstleistungen, [Innsbruck]: [Tiroler Künstlerschaft], 2006, ISBN 978-3-902002-10-5
- Das Pädagogische Unverhältnis. Lehren und Lernen bei Rancière, Gramsci und Foucault, Turia + Kant, Wien 2009, ISBN 978-3-85132-530-0.
- Kontaktzonen der Geschichtsvermittlung. Transnationales Lernen über den Holocaust in der postnazistischen Migrationsgesellschaft, Zaglossus, Wien 2013, ISBN 978-3-902902-02-3

Als Herausgeberin
- Beatrice Jaschke, Charlotte Martinz-Turek, Nora Sternfeld: Wer spricht? Autorität und Autorschaft in Ausstellungen (= Ausstellungstheorie & Praxis. Bd. 1). Herausgegeben von Schnittpunkt. Turia + Kant, Wien 2005, ISBN 3-85132-418-8.
- Belinda Kazeem, Charlotte Martinz-Turek, Nora Sternfeld: Das Unbehagen im Museum. Postkoloniale Museologien (= Ausstellungstheorie & Praxis. Bd. 3). Herausgegeben von Schnittpunkt. Turia + Kant, Wien 2009, ISBN 978-3-85132-548-5.
- Nora Sternfeld, Luisa Ziaja: Fotografie und Wahrheit, Bilddokumente in Ausstellungen, Turia + Kant, Wien 2010, ISBN 978-3-85132-610-9

### Internet (Auswahl)
- (gem. mit Natalie Bayer): Museen umprogrammieren. Über Dinge, Ausschlüsse und Zugänge auf dem Prüfstand der Migrationsgesellschaft, auf academia.edu, abgerufen am 11. Juni 2016.
- (gem. mit Giulia Palladini): Taking Time together. A posthumous reflection on a collaborative project, and polyorgasmic disobedience. A dialogue between Giulia Palladini and Nora Sternfeld, auf academia.edu, abgerufen am 11. Juni 2016.
- Involvierungen. Das post-repräsentative Museum zwischen Verstrickung und Solidarität, auf academia.edu, abgerufen am 11. Juni 2016.